# Soulja Boy
« Crank » redirige ici. Pour le film américain, voir Hyper Tension.
Soulja Boy, de son véritable nom DeAndre Cortez Way, né le 28 juillet 1990  à Chicago, dans l'Illinois, est un rappeur, producteur, entrepreneur et acteur américain. Il connait un grand succès grâce au tube Crank That (Soulja Boy) et à son album Souljaboytellem.com en 2007, certifié disque de platine par la Recording Industry Association of America (RIAA). Cependant, ses deux albums qui se succèdent, iSouljaBoyTellem (2008) et The DeAndre Way (2010) n'atteignent pas le succès commercial du premier album, ce dernier étant écoulé à 100 000 exemplaires.

## Biographie

### Enfance et jeunesse
DeAndre Way est né le 28 juillet 1990 
à Chicago, et déménage rapidement avec sa mère à Atlanta où il vit dans un quartier défavorisé et où il s'intéresse au hip-hop. À l'âge de 14 ans, alors que ses parents sont séparés, il déménage à Bastesville dans le Mississippi pour rejoindre son père, plus fortuné, qui lui offre alors un ordinateur qui s’avérera très utile pour s'enregistrer plus tard. Cette même année, il rencontre Arab avec qui il crée le groupe Dem 30/30 Boyz. C'est à ce moment-là que DeAndre s'intéresse très sérieusement au rap et commence à écrire des textes. Plus tard, alors qu'il n'a que 16 ans, il commence à enregistrer ses premières chansons avec un ordinateur, un simple micro basique et la démo du logiciel FL Studio.

### Carrière

#### Souljaboytellem.com(2007–2008)
En 2007, Way publie son premier album indépendant, Unsigned and Still Major: Da Album Before da Album, dont il produit la plupart des chansons. Le single Crank That (Soulja Boy) obtient son premier passage radio et se classe premier au Billboard Hot 100 et aux Hot Rap Tracks. À la même époque, DeAndre rencontre Mr. Collipark et signe un accord avec Interscope Records et Collipark Music.
Son premier album studio, Souljaboytellem.com, enregistré en utilisant simplement la version démo de FL Studio, sort aux États-Unis le 2 octobre 2007. Il atteint la 4e place du Billboard 200 et du Top R&B/Hip-Hop Albums. La chanson Crank That (Soulja Boy) est nommée pour la « meilleure chanson rap » à la 50e édition des Grammy Awards, mais c'est Kanye West qui est récompensé pour Good Life avec T-Pain.
Souljaboytellem.com compte 117 000 exemplaires vendus la première semaine, et le single Crank That (Soulja Boy) est certifié triple disque de platine par la Recording Industry Association of America (RIAA) le 10 décembre 2007. L'album est favorablement accueilli par une partie de la presse spécialisée, comme notamment AllMusic, mais négativement accueilli par d'autres comme Entertainment Weekly. À la suite de ce succès, plusieurs critiques qualifient Soulja Boy de « maître d'une nouvelle tendance dans le hip-hop », tout en spéculant que sa carrière serait sûrement très courte,.

#### iSouljaBoyTellem(2008–2009)
Le deuxième album du rappeur, iSouljaBoyTellem, publié le 16 décembre 2008, reçoit beaucoup de critiques négatives. Soulja Boy, qui s'attendait une nouvelle fois au succès, est très touché par le peu de ventes de son album. Celui-ci se vend qu'à 50 000 exemplaires. Le premier single, Bird Walk, atteint tout de même la 17e place des Hot Rap Tracks, et la 40e place des Hot RnB/Hip-Hop Songs. Le single Kiss Me Thru the Phone, avec Sammie, qui atteint la première place des Hot Rap Tracks, et la 3e place du Hot 100, compte plus de 2 000 000 d'exemplaires sur Internet, devenant donc la deuxième chanson de Soulja Boy à passer la barre des 2 000 000 de téléchargements,. Le 26 janvier 2009, publie le troisième single, Turn My Swag On, qui se classe premier aux Hot Rap Tracks, et 19e au Billboard Hot 100, se vendant à plus d'un million d'exemplaires sur Internet.

#### The DeAndre Way(2009–2010)
Le 8 juin 2010 marque la sortie du premier single, Pretty Boy Swag, du troisième album de Soulja Boy, qui se classe 5e aux Hot Rap Tracks, 6e aux Hot R&B/Hip-Hop Songs et 34e au Billboard Hot 100. Le deuxième single, Blowing Me Kisses, publie le 31 août 2010 et le troisième, Speakers Going Hammer, le 19 octobre 2010. Ce dernier atteint la 48e place des Billboard Hot RnB/Hip Hop Songs. L'album qui était prévu pour le 28 juillet 2010 est repoussé au 2 novembre 2010, puis au 16 novembre 2010, avant de sortir finalement le 30 novembre 2010. Les ventes sont très décevantes, avec seulement 13 000 exemplaire écoulés lors de la première semaine. À ce jour, 100 000 albums ont été vendus aux États-Unis. Soulja accuse son label de n'avoir livré que 18 000 exemplaires dans tout le pays la première semaine[réf. nécessaire].

#### Mixtapes, EP et autres projets (depuis 2011)
Le 22 janvier 2011, Way publie sa première mixtape de 2011, Smooky. Puis le 17 mars 2011, Way publie la mixtape 1up qui s'inspire de l'anime Naruto : il explique : « Si j'étais dans un jeu vidéo, cette mixtape me ferait passer au niveau supérieur avec vie supplémentaire et nouvelle barre de santé. » Le 20 avril 2011, Way publie sa mixtape Juice qui s'inspire du film homonyme. Way explique également prévoir un mini-film accompagnant la mixtape. le 15 juillet 2011, Way publie sa mixtape EP intitulée Bernaurd Arnault EP (Limited Edition). Puis le 1er août 2011, Way en publie une autre intitulée 21: EP. Le 31 août 2011, Way publie la mixtape The Last Crown,. En septembre 2011, Way confirme travailler sur un nouvel album intitulé Promise, prévu pour octobre la même année. Way publie également la liste des titres et la couverture sur Twitter. Le 19 septembre 2011, Way publie la mixtape Supreme, dans laquelle il revient dans un style pop-rap plus traditionnel. Le 30 octobre 2011, Skate Boy (Deluxe Edition) est publié sous format mixtape, contrairement à ce qui a été annoncé,. Le 30 décembre 2011, Way publie une autre mixtape, Gold On Deck.
Le 9 janvier 2012, Way publie la mixtape 50/13 inspirée de la mixtape Live. Love. ASAP d'ASAP Rocky. Le 24 janvier 2012, Way publie une mixtape collaborative avec le rappeur Young L intitulée Mario and Domo vs. the World qui s'inspire de Super Mario Bros. Puis le 23 mars 2012, Way publie une mixtape intitulée OBEY qui contient le single promotionnel Too Faded,,. Le 3 juin 2012, Way parle de son futur album, Promise. Le 11 juin 2012, Way publie une autre mixtape collaborative avec le rappeur Vinny Chase intitulée Double Cup City. Le 4 septembre 2012, Way publie une suite de sa mixtape Juice intitulée Juice II. Sa mixtape intitulée Young and Flexin est publiée le 6 novembre 2012. Le 25 décembre 2012, Way publie sa mixtape LOUD, qu'il distribue pour la première fois sur iTunes,.
Durant l'année 2013, Soulja Boy apparaît sur l'album de Lil Wayne en tant que rappeur, et en tant que producteur. En fin d'année, sa chanson We Made It est repris par l'un des rappeurs les plus populaires du moment, Drake.
Début 2014,Il sort sa mixtape intitulée Super Dope qui ne passe pas inaperçu. Trois jours après avoir posté sa mixtape sur iTunes, il arrive 15e du classement Hip Hop/RnB. Depuis la chute de sa popularité, Soulja Boy tente de revenir sur le devant de la scène, enchaînant les projets avec des artistes populaires aux États-Unis comme Chief Keef, Riff Raff ou le trio d'Atlanta, Migos avec qui ils sont d ailleurs amis. En 2014, il rejoint le casting de l'émission de télé réalité américaine Love and Hip Hop Hollywood en compagnie de Ray J, Omarion ou encore Teairra Mari.
En 2015, Soulja Boy publie son cinquième album, après quatre ans sans album. Loyalty, son dernier album est passé pratiquement inaperçu alors que  sa mixtape King Soulja 4 est arrivée 83e sur iTunes aux classements hip-hop et RnB avec des titres comme Rick Ross, Whipin My Wrist (dont le clip vidéo compte plus 3 millions de vue sur YouTube), Spend It All ou encore Actavis featuring Migos. Le 30 mai 2016, il annonce sur Twitter avoir renvoyé tous les artistes de son label pour prendre un nouveau départ.
Portant depuis un intérêt pour l'industrie du jeu vidéo il ira jusqu'à affirmer en 2021 qu'il avait acquis Atari, une affirmation immédiatement démentie par la célèbre entreprise de jeux vidéo mais qui a suscité beaucoup de discussions et de spéculations dans l'industrie et le monde de la musique.

### VIe privée
Dans la nuit du 22 mars 2011, le frère cadet de Soulja Boy, Deion Jenkins a été tué dans un accident de voiture. 
Le 30 septembre 2022, la petite amie de Way, Jackie, a donné naissance à leur premier enfant, un fils.

## Affaires judiciaires
Le 7 octobre 2009, Soulja Boy a été arrêté à Atlanta en Géorgie, pour entrave, un délit, pour avoir fui la police alors qu'on lui avait ordonné de s'arrêter alors qu'il filmait une vidéo dans une maison abandonnée. Le rappeur a été libéré moyennant une caution de 550 $.
En octobre 2016, Soulja Boy a été poursuivi en justice par le musicien Skrill Dilly pour lui avoir prétendument proféré des menaces de mort dans une vidéo filmée par le rappeur. La même année, il a bénéficié d'une période de probation supplémentaire après que la police ait trouvé des armes à son domicile. Le 15 mars 2019, Soulja Boy a été arrêté pour violation de sa probation et le 30 avril, il a été condamné à 8 mois de prison, avec crédit pour le temps purgé,.
Le 21 janvier 2021, Soulja Boy a été poursuivi en justice par une de ses anciennes assistantes personnels anonymes qui a allégué qu'il l'avait enfermée dans une pièce, l'avait agressée physiquement et verbalement et l'avait violée à plusieurs reprises. Soulja Boy a nié les allégations, un porte-parole déclarant : « Soulja ne mettrait jamais la main sur une femme. Il ne battrait pas une femme ni ne mettrait la main sur une femme… c'est un non-sens. »,.

## Discographie

### Albums studio
- 2007 : Unsigned and Still Major: Da Album Before da Album
- 2007 : Souljaboytellem.com
- 2008 : ISouljaBoyTellem
- 2010 : The DeAndre Way
- 2015 : Loyalty
- 2016  : Better Late Than Never
- 2018 : King Soulja 8
- 2018 : Young drako
- 2020 : Swag 3

### Mixtapes
- 2007 : Supaman
- 2008 : Live'N Direct
- 2008 : Teen of the South
- 2009 : Tellem TV
- 2009 : Lord of Ringtones
- 2009 : Gangsta Grillz: Follow Me Edition
- 2009 : Work on Deck
- 2009 : My Way of Life
- 2009 : Cortez
- 2009 : Dat Piff
- 2009 : Paranormal Activity
- 2010 : Teenage Millionnaire
- 2010 : Legendary
- 2010 : Death Note
- 2010 : Cookin Soulja Boy
- 2010 : Best Rapper
- 2010 : Pretty Boy Millionnaires (avec Lil B)
- 2010 : Soulja Society
- 2010 : A Day in Amsterdam
- 2011 : Smooky
- 2011 : 1up
- 2011 : Juice
- 2011 : Bernard Arnault EP
- 2011 : 21 Ep
- 2011 : The Last Crown
- 2011 : Supreme
- 2011 : Skate Boy
- 2011 : Gold On Deck (avec Lil Keis)
- 2012 : 50/13
- 2012 : Domo and Mario Vs. The World (avec Young L)
- 2012 : Obey
- 2012 : Double Cup City (avec Vinny Chase)
- 2012 : Juice II
- 2012 : Young & Flexin
- 2012 : Keep Living Keep Playing
- 2012 : Loud
- 2013 : Foreign
- 2013 : Foreign II
- 2013 : King Soulja
- 2013 : Cuban Link EP
- 2013 : Life After Fame
- 2013 : Gold on Deck
- 2013 : 23
- 2013 : The King
- 2014 : King Soulja 2
- 2014 : Super Dope
- 2014 : King Soulja 3
- 2014 : Young Millionaire
- 2015 : Swag The Mixtape
- 2015 : Money and Music
- 2015 : Plug Talk
- 2015 : King Soulja 4
- 2015 : 25 the Movie EP
- 2015 : S.Beezy

### Singles
- 2007 : Crank That (Soulja Boy)
- 2007 : Soulja Girl (featuring I-15)
- 2007 : Donk
- 2007 : Yahh (featuring Arab)
- 2008 : Bird Walk
- 2008 : Turn My Swag On
- 2008 : Kiss Me Thru the Phone (featuring Sammie)
- 2010 : Pretty Boy Swag
- 2010 : Blowing Me Kisses (featuring Bei Maejor)
- 2010 : Speakers Going Hammer

### Singles collaboratifs
- 2008 : Swing (Remix) (avec Savage)
- 2008 : Marco Polo (avec Bow Wow)
- 2009 : Delirious (avec Vistoso Bosses)
- 2009 : Pronto (avec Snoop Dogg)
- 2009 : All The Way Turnt Up (avec Roscoe Dash)
- 2009 : Daze (avec JBar)
- 2009 : LOL :) (avec Trey Songz et Gucci Mane)
- 2009 : G Walk (avec Lil Jon)
- 2010 : Bingo (avec Gucci Mane et Waka Flocka Flame)
- 2010 : Sponsor (avec Teairra Mari et Gucci Mane)
- 2010 : I'm a Goner (avec Andrew W.K. et Matt & Kim)
- 2013 : We Made It  (avec Drake)
- 2014 : Turn It Up  (avec Wanessa)
- 2014 : Yasss Bish  (avec Nicki Minaj)
- 2014 : Brazil We Flexing  (avec MC Guime)
- 2022 : BTBT (avec B.I, featuring DeVita)

### Productions
- 2008 : V.I.C - Beast : Get Silly (featuring Soulja Boy)
- 2009 : Bow Wow- New Jack City II : Marco Polo (featuring Soulja Boy)
- 2013 : Lil Wayne - I Am Not a Human Being II : Wowzers (featuring Trina)
- 2014 : Nicki Minaj - The Pinkprint : Yasss Bish (featuring Soulja Boy)

## Tournées
- 2007 : UCP Tour
- 2009 : Americas Most Wanted Music Festival
- 2011 : Who They Want
- 2014 : We Made It Tour

## Filmographie
| Film       | Film                           | Film     | Film                    |
| Année      | Film                           | Rôle     | Notes                   |
| ---------- | ------------------------------ | -------- | ----------------------- |
| 2007       | YouTube Live                   | Lui-même | Small Role              |
| 2008       | What's at Stake?'              | Lui-même | Small Role              |
| 2009       | School Gyrls                   | Lui-même | Cameo                   |
| 2010       | Malice N Wonderland            | Soulja   | Small Role              |
| 2011       | Soulja Boy: The Movie          | Lui-même | Documentary on his life |
| 2013       | Officer Down                   | Rudy     | Supporting Role         |
| Television |                                |          |                         |
| Année      | Titre                          | Rôle     | Notes                   |
| 2007       | The Ellen DeGeneres Show       | Lui-même |                         |
| 2007       | Last Call with Carson Daly     | Lui-même |                         |
| 2008       | Live with Regis                | Lui-même | Apparition mineure      |
| 2008       | Access Granted                 | Lui-même |                         |
| 2008       | My Super Sweet 16              | Lui-même |                         |
| 2010       | When I Was 17                  | Lui-même |                         |
| 2010       | The Mo'Nique Show              | Lui-même |                         |
| 2010       | Late Night with Jimmy Fallon   | Lui-même |                         |
| 2010       | Lopez Tonight                  | Lui-même |                         |
| 2010       | The Tonight Show with Jay Leno | Lui-même |                         |
| 2012       | The DUB Magazine Project       | Lui-même |                         |
| 2013       | The Bachelorette               | Lui-même |                         |
| 2014       | "Love & Hip Hop: Hollywood"    |          |                         |

|  |